# Új-Zéland világörökségi helyszínei
Új-Zéland területéről eddig három helyszín került fel a világörökségi listára, nyolc helyszín a javaslati listán várakozik a felvételre.
| | Te Wahipounamu Nemzeti Parkok |
| 1990 |                               |
| Természeti (VII)(VIII)(IX)(X) |                               |
| Védett terület: 2 600 000 ha, hivatkozás: 551 |                               |
| A helyszín a Déli-szigeten elterülő négy nemzeti parkból áll, amelyek 26 000 négyzetkilométeres összterülete alkotja a világ egyik legnagyobb természetvédelmi területét. Alpesi vegetációjával és egyedi állatvilágával ez Új-Zéland egyik legérintetlenebb térsége. Az éves csapadékmennyiség eléri a 10 000 millimétert, ami ideális feltételeket teremt a szubtrópusi esőerdők számára. A hegyvidéki tájat a csendes-óceáni és az indo-ausztrál kéreglemezek ellentétes irányú mozgása hozta létre körülbelül ötmillió évvel ezelőtt. Legmagasabb pontja a Mount Cook 3754 méteres, lesüllyedt völgyeinek mélysége eléri a 400 métert. A vidék fő jellegzetességei a gleccserek, a tavak az áthatolhatatlannak tűnő növényzet, a csipkézett hegygerincek és a kisebb-nagyobb sziklafalak. A nemzeti park számos őshonos állat legfőbb természetes élőhelye, és itt található az ország legnagyobb madárpopulációja is. Néhány völgyben röpképtelen takahe is él, amit 1948-ig kihaltnak hittek. A kristálytiszta parti vizek jellemző állata az új-zélandi oroszlánfóka a delfin és az őshonos fjordlandi pingvin. A növénytakaró jól elkülöníthető sávokra oszlik, az alacsonyabban fekvő csapadékosabb, nyugati területeket esőerdő és lápvidék, 1000 métertől a hegycsúcsokig cserjékből, fűcsomókból álló alpesi vegetáció borítja. A keleti, szárazabb vidékre több nyílt erdő és a cserjés füves rét jellemző. |                               |

| | Tongariro Nemzeti Park |
| 1990, kiterjesztés: 1993 |                        |
| Vegyes (VI)(VII)(VIII) |                        |
| Védett terület: 79 596 ha, hivatkozás: 421 |                        |
| Új-Zéland legrégebbi, 1887-ben létrehozott, 750 négyzetkilométeres nemzeti parkja a vulkanikusan aktívabb Északi-sziget közepén helyezkedik el. A vulkanikus aktivitás oka a csendes-óceáni és az indo-ausztrál kéreglemezek találkozása. Ezek a jelenleg is zajló geológiai folyamatok hozták létre a világ legmagasabban fekvő lávafennsíkját. A nemzeti park egy 2500 kilométer hosszú aktív és kihalt tűzhányók nem összefüggő láncolatából álló hegyvonulat végén helyezkedik el. Három ma is működő tűzhányója a Tongarino, a Ngauruhoe és a Ruapehu és egyben ezek a park fő látványosságai is. A maorik legfőbb vezetője Horonuku te Heuheu Tukino 1887-ben a koronának ajándékozta a földjükön fekvő hegycsúcsokat és egyben fel is kérte az angol uralkodónőt, Viktória királynőt a hely megóvására. A táj képe változatos, megtalálhatók benne kicsi, az éghajlatváltozás miatt visszahúzódott, egy kilométernél is rövidebb gleccserek, esőerdő maradványok, kopár jégmezők, vízesések, zuhatagok és tavak. Az itt élő legelterjedtebb állatok a madarak, belőlük eddig több mint 50 fajt figyeltek meg, köztük olyan veszélyeztetett fajokat is mint a barna kivi és a páfrányposzáta. Az emlősök közül leggyakoribb az őshonos új-zélandi denevér és a hosszúfarkú denevér. |                        |

| | Új-Zéland szubantarktikus szigetei |
| 1998 |                                    |
| Természeti (IX)(X) |                                    |
| Védett terület: 76 458 ha, hivatkozás: 877 |                                    |
| A világörökségi helyszínt alkotó öt lakatlan szigetcsoport, a Snares-, a Bounty-, az Antipodes-, az Auckland-, és a Campbell-szigetek az új-zélandi szárazföldtől délkeleti irányban helyezkednek el az antarktikus és a szubtropikus áramlatok találkozásánál. Egy vékony kontinentális alapzaton fekszenek, három közülük pliocén kori erodálódott vulkánok maradványai. A Bounty-szigetek alacsony szirtjeitől eltekintve valamennyi szigetcsoportra kiterjedt lápvidékek jellemzők. A Campbell- és az Auckland-szigeteken található morénák és mély fjordok egy hosszabb eljegesedett időszakról tanúskodnak. A Bounty-szigetek kivételével ezek a szigetek rendelkeznek a szubantarktikus régió legváltozatosabb növényvilágával. A dokumentált 250 növényfajból 35 őshonos és 30 fokozottan veszélyeztetett. A világ legdélebben fekvő erdői az Auckland-szigeteken találhatók. A szigetcsoportokon élő állatok között leggyakoribbak a madarak, összesen 126 madárfajt tartanak nyilván, ezek közül 40 tengeri madár és 5 közülük csak itt fészkel. A világon élő 24 albatroszfajból 10 megtalálható a szigeteken, a déli királyalbatrosz csak ezen a területen él. A szigetcsoportoknál vannak a déli simabálna és az új-zélandi oroszlánfóka szaporodási helyei is. |                                    |